# 屈斜路プリンスホテル
屈斜路プリンスホテル（英: Kussharo Prince Hotel）は、北海道川上郡弟子屈町にあるホテル。

## 概要
屈斜路湖に面したリゾート型ホテルである。1981年6月に開業した地上2階建て西館(現在は営業していない)と、2000年6月に増築開業された地上8階・地下2階建ての東館の二つの棟から構成される。

## 施設
客室
- ジャグジーバス付きスーペリアダブルルーム (38.64 m²)
- レイクビューツインルーム (29.37 m²)
- ツインルームB (29.37 m²)
- ハートフルルーム (38.64 m²)
- ファミリールーム (28.75 m²)
- コーナートリプルルーム (38.64 m²)

温泉
- 屈斜路温泉

レストラン・バー
- ルーペーニュ
- ラウンジ ラ・グロリエット

宴会・会議
- スワンホール (484 m²)

その他
- コンビニエンスショップ
- パーティールーム
- ゲームコーナー
- コインランドリー

## アクセス
美幌峠までは車で約15分、砂湯までは車で約20分、摩周湖までは車で約30分、阿寒湖までは車で約1時間15分に位置している。
- 北海道旅客鉄道（JR北海道）
  - 摩周駅から車で約25分
  - 美幌駅から車で約1時間
- 女満別空港から車で約1時間
- 中標津空港から車で約1時間20分
- 釧路空港（たんちょう釧路空港）から車で約1時間45分